# 嘉禎
嘉禎（1235年九月十九日至1238年十一月二十三日）是日本的年號之一。這個時代的天皇是四條天皇、鎌倉幕府征夷大將軍為藤原賴經、執權為北條泰時。

## 改元
- 文曆二年九月十九日（1235年11月1日）改元嘉禎
- 嘉禎四年十一月二十三日（1238年12月30日）改元曆仁

## 出處
《北齊書·文宣帝紀》：「圖諜潛蘊，千祀彰明，嘉禎幽祕，一朝紛委，以表代德之期……」

## 紀年、西曆、干支對照表
| 嘉禎       | 元年   | 二年   | 三年   | 四年   |
| 儒略曆日期 | 1235年 | 1236年 | 1237年 | 1238年 |
| 干支       | 乙未   | 丙申   | 丁酉   | 戊戌   |